# Zane Waterman
Zane Haden Waterman (ur. 12 października 1995 w Fayetteville) – amerykański koszykarz, występujący na pozycjach silnego skrzydłowego lub środkowego, od 2023 zawodnik Nevėžis Kiejdany.
8 stycznia 2021 został zawodnikiem Enea Astorii Bydgoszcz. 10 sierpnia 2023 dołączył do litewskiego Nevėžis Kiejdany.

## Osiągnięcia
Stan na 3 grudnia 2023, na podstawie, o ile nie zaznaczono inaczej.

### Drużynowe
NCAA
- Uczestnik turnieju NCAA (2015)
- Mistrz turnieju konferencji Metro Atlantic Athletic (MAAC – 2015)
- Zaliczony do III składu All-MAAC (2017, 2018)

Drużynowe
- Mistrz kanadyjskiej ligi Canadian Elite Basketball League (CEBL – 2022)